# 頭社水庫
頭社水庫，位於台灣南投縣魚池鄉頭社村(tafwale)，匯集大舌滿溪溪水及日月潭水庫滲流水而成，集水面積55公頃，有效蓄水量約23萬立方公尺。壩型是近似均質土壩，係隸屬於農業部農田水利署南投管理處的一個水庫。頭社水庫於1979年12月興建完成。為農田灌溉單一目標的水庫。也是台灣本島最小的水庫。

## 腳註
1. ↑  水利五十年紀念專輯，臺灣省政府水利處編，1997年出版。

## 外部連結
- 經濟部水利署全球資訊網-頭社水庫（繁體中文）
- 南投農田水利會 （页面存档备份，存于）（繁體中文）